# Anywhere but Here
Anywhere but Here  est un one-shot de  la série de comics Buffy contre les vampires, saison huit.

## Résumé
Buffy et Willow volent vers un démon traversant les dimensions pour en apprendre plus sur le mystérieux Twilight. Elles se racontent leurs fantasmes : Buffy qu'elle aimerait se faire passer de la crème solaire par Daniel Craig, Willow qu'elle voudrait se retrouver coincée dans un chalet alpin avec Tina Fey. Arrivées sur place, elles rencontrent Robin, une « Minder », dont le rôle est de contrôlé le lieu d'habitation du démon, c'est-à-dire de contenir le temps et la logique dans son propre esprit. En descendant l'immense escalier de l'habitation, Buffy raconte qu'elle aimerait chevaucher en compagnie de Christian Bale et de son personnage dans Le Règne du feu puis s'évader en montgolfière. Elles finissent par tomber sur Tichajt, qui annonce que la fin de la magie est proche. Il explique que les humains mentent tout le temps, parce qu'ils ne pourraient pas supporter la vérité. Pour illustrer cela, il montre que Buffy finance l'organisation des tueuses en volant des lingots d'or et des diamants, que Willow a couché avec une démone-serpent qui réapparaitra dans Time of your Life et que si elle tient Kennedy éloignée de Buffy, c'est parce qu'elle considère que Tara est morte parce qu'elle-même a choisi de la mettre en danger en ressuscitant Buffy et qu'elle ne supporterait pas de sacrifier la femme qu'elle aime une seconde fois. Le récit est entrecoupé d'une discussion entre Alex et Dawn. Alex apporte à Dawn ses vêtements agrandis magiquement pour qu'elle puisse les porter, maintenant qu'elle est transformée en géant. Elle lui avoue alors qu'elle a menti au sujet de son petit ami, Kenny. Elle n'avait pas couché avec lui, mais avec son colocataire. Buffy et Willow combinent alors leurs forces pour tuer Tichajt, libérant ainsi Robin de sa mission, le temps qu'elle soit réassignée à une autre.

## Caractérisation de Robin
Le personnage de Robin est né d'un concours organisé sur MySpace pour la promotion du comic My Name is Bruce de Cliff Richards, le dessinateur du comic. Les fans devaient raconter comment Buffy avait changé leur vie et c'est Robin Balzer, une ancienne schizophrène, qui a gagné. Son mari a raconté dans la lettre qu'il a envoyé qu'elle était guérie en partie grâce à la série, en particulier en s'identifiant avec le personnage de Drusilla.